# Sidorejo (Temanggung)
Sidorejo is een bestuurslaag in het regentschap Temanggung van de provincie Midden-Java, Indonesië. Sidorejo telt 4513 inwoners (volkstelling 2010).